# Céline Curiol
Céline Curiol est une essayiste et romancière française née à Lyon le 31 janvier 1975.

## Biographie
Ingénieur de formation, elle a vécu plus de dix ans à New York où elle est correspondante pour Radio France et pour la BBC et effectue des travaux pour l'ONU. C'est à cette époque qu'elle commence à écrire. Depuis 2011, elle enseigne à l'Institut d'études politiques de Paris (« Sciences-Po »), à l'École nationale supérieure des télécommunications et à l'École nationale supérieure de techniques avancées (ENSTA).
En 2023-24, elle est pensionnaire à la Villa Médicis pour un an.

## Œuvre
Ses œuvres sont en majorité publiées chez Actes Sud, maison d'édition qui participe à la promotion de l'autrice,.
Son premier roman, Voix sans issue, a été traduit dans une quinzaine de langues et salué par l’écrivain américain Paul Auster comme « l’un des textes de fiction les plus originaux et les plus brillamment exécutés par un écrivain contemporain. »
S’ensuivent un second roman Permission, un récit de voyage Route Rouge et Exil intermédiaire, sur la disparition de l'amour conjugal.
De sa résidence à la Villa Kujoyama de Kyoto, elle a tiré un roman, L'Ardeur des pierres, paru à la rentrée 2012.
En 2013, elle apporte sa contribution à la collection « Essences » d'Actes Sud, avec un texte hybride, À vue de nez.
À travers le récit d'une expérience personnelle, son ouvrage, Un quinze août à Paris : histoire d'une dépression, explore les mécanismes d'invasion de la dépression, et rapporte les points de vue d'artistes et de scientifiques sur cette maladie.
De 2010 à 2016, elle a été membre du conseil d'administration de la Maison des écrivains et de la littérature.
En janvier 2021, elle publie, après six ans de travail, Les Lois de l'ascension, « roman-monde » salué par la critique, dans lequel « elle fait preuve d’une maîtrise remarquable, entrecroisant l’intime et le collectif en privilégiant le poétique pour mener à bien son expérience ».

## Publications

### Romans
- 2005 : Voix sans issue, roman, Actes Sud  (ISBN 2742754008)
- 2007 : Permission, roman, Actes Sud  (ISBN 2742765484)
- 2009 : Exil intermédiaire, roman, Actes Sud  (ISBN 978-2742785384)
- 2012 : L’Ardeur des pierres, roman, Actes Sud  (ISBN 978-2330009830)[AS 2]
- 2016 : Les vieux ne pleurent jamais, Actes Sud  (ISBN 978-2-330-05790-9)[4]
- 2021 : Finir par l'éternité, Cambourakis, (ISBN 978-2-36624-602-5)
- 2021 : Les Lois de l'ascension, roman, Actes Sud, 848 p.  (ISBN 978-2330143848)

### Essais
- 2003 : New York, guide personnel, Autrement  (ISBN 2746703408)
- 2007 : Route Rouge, voyage en Sierra Leone, Vagabonde  (ISBN 9782951906341)
- 2013 : À vue de nez, textes, Actes Sud  (ISBN 978-2330024949)
- 2014 : Un quinze août à Paris : Histoire d'une dépression, Actes Sud  (ISBN 978-2-330-03191-6)
- 2021 : La Posture du pêcheur : Paresse, dans la série Les Sept Péchés capitaux, Éditions du Cerf [5]
- 2022 : Prendre la tangente : Lettres à un étudiant d'aujourd'hui, Actes Sud
- 2023 :  Invasives : Ou l'Épreuve dune réserve naturelle, Actes Sud,  (ISBN 978-2-330-18306-6)

### Ouvrages collectifs
- 2015 : L'Émotion libre, dans Assises internationales du roman[6], Christian Bourgois Éditeur.
- 2016 : La Machine du magicien[7], nrf Nouvelle revue française, numéro 619, Gallimard.
- 2016 : Surveillances[8], recueil de nouvelles, Publie.net  (ISBN 2371774561)
- 2018 : Osons la fraternité ![9], sous la direction de Patrick Chamoiseau et Michel Le Bris, Philippe Rey éditions  (ISBN 9782848766775)
- 2021 : Paroles malheureuses, avec Marielle Macé, publication AOC[10]
- 2022 : Refusons l'inhumain !, sous la direction de Patrick Chamoiseau et Mélani Le Bris, Philippe Rey éditions  (ISBN 9782848768212)

### Prix
Jusqu'à ce jour, Céline Curiol ne s'est pas vu décerner de prix littéraire, mais elle a été citée ou nommée à plusieurs reprises :
- 2005 : Revue Lire : « 50 écrivains pour demain »[réf. nécessaire]
- 2009 : Short list (en) de l'Independent Foreign Fiction Prize (en)
- 2016 : Finaliste[11] du prix de la Closerie des Lilas[12], pour le Les Vieux ne pleurent jamais
- 2016 : Finaliste du prix France Bleu-Page des libraires[13] pour Les Vieux ne pleurent jamais
- 2021 : Finaliste du prix François Billetdoux de la SCAM [14] pour Les Lois de l'ascension
- 2021 : Finaliste du prix littéraire Europe1-GMF[15] pour Les Lois de l'ascension

### Conférences
- « Ce que m'a pris et m'a appris la dépression »[16], Conférence TedX
- « I don't read fiction but my wife does »[17], intervention en compagnie de Siri Hustvedt à la librairie Shakespeare & Co à Paris
- « Bartleby d'Herman Melville, l'incarnation de la résistance passive »[18], Institut français de la mode, février 2018
- « La littérature peut-elle dépasser le vie ou le combat de Violette Leduc »[19], Institut français de la mode, octobre 2017